# Christiane Taubira
Christiane Taubira (Cayena, 2 de febrero de 1952) es una política francesa. Desde el 16 de mayo de 2012 hasta el 27 de enero de 2016, ocupó el cargo de ministra de Justicia en el Gobierno francés.

## Biografía
Nacida en Cayena el 2 de febrero de 1952, Christiane Taubira tenía una familia desestructurada. Su madre, Bertille, fue una auxiliar sanitaria que murió a los 49 años de edad. Crio sola a sus once hijos, cinco de los cuales fueron del mismo padre que el de Christiane y cuyo nombre era Georges Taubira, tendero de Cayena, que abandonó a su familia. En los años 1970, Christiane conoció a Roland Delannon, bioquímico y genetista, líder de un movimieno independentista, con quien se casó en 1987 y con quien tuvo cuatro hijos, nacidos entre 1979 y 1998.
La pareja se separó en 2002 en un contexto de crisis política, después de que Delannon formara una lista de disidentes a partir de la lista de su esposa en las elecciones regionales de 1998.

### Formación académica
Poseedora de un diploma en Ciencias Económicas, de una licenciatura en Sociología y de un certificado en Etnología afroamericana, todos obtenidos en París, también completó un curso de posgrado en el Centro francés de cooperación agrícola en materia de agroalimentación.
Durante años, varias semblanzas periodísticas le conferían uno o incluso dos doctorados, aunque nunca presentó tesis alguna para la obtención definitiva de tal título; en las biografías y semblanzas de prensa oficiales nunca se ostentó como doctora.

## Carrera política

### Antecedentes políticos

#### Activista de la independencia
Taubira empezó su carrera política en 1978 como activista pro-independentista, especialmente en el Movimiento de Descolonización de Guyana (MOGUYDE), fundado por su marido, Roland Delannon, en 1974 y a través de su labor de editora de la revista Mawina en la década de 1980.
En 1992, al lado de Delannon, cofundó el partido Walwari, y se convirtió en su presidenta.

#### Primeros mandatos como miembro del Parlamento de Guyana (1993-2002)
En 1993, fue elegida diputada "no inscrita" por la Guayana Francesa y votó en el hemiciclo para la investidura del gobierno de Édouard Balladur. Se unió a un pequeño grupo parlamentario, República y Libertad. Al año siguiente, fue la cuarta en la lista del partido de Energía Radical liderada por Bernard Tapie en las elecciones europeas de 1994. En abril de 1994, fue observadora parlamentaria en las primeras elecciones multirraciales de Sudáfrica.
Cuando fue reelegida en junio de 1997, se incorporó al Grupo Socialista y Lionel Jospin le encargó un informe sobre la extracción de oro en la Guayana Francesa. En 1998 se separó de su marido después de que éste se presentara a las elecciones regionales de 1998 contra Walwari sin avisarle, diciendo que estaba cansado de la hegemonía política de su esposa. En 2014, expresó su remordimiento en la prensa sobre este pasaje de su vida.
Hasta noviembre de 2001, era una pariente del PS (Partido Socialista francés). Luego se unió al grupo de RCV (PRG-MDC-Green-PCR) (grupo radical, ciudadanos y verde).
Christiane Taubira da su nombre a la ley (ley Taubira) que tiende a reconocer la trata de esclavos y la esclavitud como crimen contra la humanidad (N.º 2001-434), votada el 10 de mayo de 2001, que reconoce como crímenes contra la humanidad la trata transatlántica de esclavos y la esclavitud que de ella se deriva, hasta la abolición de la esclavitud. La Ley también prevé la inclusión de estos hechos históricos en los programas escolares y el desarrollo de la investigación científica conexa. Una de las consecuencias de esta ley es la creación de un "Día del Recuerdo de la Esclavitud" anual, que se celebra cada 10 de mayo.
La ley es criticada por ser una ley de memoria limitada al comercio de esclavos europeos. Christiane Taubira admite que ha eclipsado la cuestión de la esclavitud en el mundo árabe-musulmán para que "los jóvenes árabes [de Francia] no carguen sobre sus espaldas todo el peso del legado de las fechorías árabes " [fuente insuficiente]. Se presentó una denuncia, posteriormente retirada, ante los tribunales en virtud de la Ley de Taubira contra Olivier Grenouilleau, historiador de la esclavitud, por haber escrito que "casi todos los esclavos africanos habían sido asaltados no por los blancos sino por traficantes de esclavos africanos y que la trata de esclavos era una práctica habitual en el continente negro mucho antes de la llegada de los traficantes de esclavos europeos".

### Candidata a las elecciones presidenciales de Francia de 2002
En abril de 2002, fue la candidata del Partido de la Izquierda Radical en las elecciones presidenciales con una campaña centrada en la "igualdad de oportunidades". Obtuvo el 2,32% de los votos en la primera ronda y logró la mayor parte de sus votos en ultramar, en particular en la Guayana Francesa, donde obtuvo el 52,7% de los votos emitidos.
Según algunos socialistas, esta candidatura contribuyó a la dispersión de los votos de la izquierda y fue una de las causas de que Lionel Jospin no llegara a la segunda vuelta de las elecciones presidenciales. Según otros observadores, como Jacques Séguéla, Christiane Taubira había propuesto una alianza a Lionel Jospin, que no respondió a esta propuesta. Bernard Tapie, partidario de Christiane Taubira, informa que Christiane Taubira había tratado de negociar su retirada a cambio de un reembolso por parte del Partido Socialista de los gastos ya efectuados por el PRG (Partido de la Izquierda Radical) y una solicitud explícita de Lionel Jospin. Bernard Tapie, soutien de Christiane Taubira.

### Líder del PRG y cercano a los socialistas (2002-2012)
Fue elegida nuevamente como miembro del Parlamento con el 67,22% de los votos el 16 de junio de 2002, para la XII Legislatura,  en la primera circunscripción de la Guayana Francesa. Ella está relacionada con el Grupo Socialista. Aunque siguió siendo miembro del partido Walwari de Guyana Francesa, se convirtió, después del congreso de Toulouse, Francia (septiembre de 2002), en primera vicepresidenta del Partido de la Izquierda Radical, cargo creado especialmente para ella y suprimido en el congreso de 2004. Encabezó la lista de la "Europa Fraternal" del PRG en las elecciones europeas de 2004 en la circunscripción de Île-de-France: esta última obtuvo sólo el 1,54%, sin ningún candidato elegido.
En 2002 fue candidata a la presidencia por el PRG.
Ha sido diputada y presidenta del partido Walwari.
Taubira es el único miembro del gabinete de François Hollande de raíces africanas. En octubre de 2013, la candidata por Ardenas del partido ultraderechista Frente Nacional, Anne-Sophie Leclere, insultó a la ministra comparándola con un mono; esto fue lo que afirmó: «Prefiero verla tras las ramas de un árbol que en el Gobierno». Este comentario originó la suspensión de Leclere como candidata.
En 2004, fue condenada por el Conseil des Prud’hommes (tribunal laboral) de París por despido injustificado e incumplimiento de un contrato de duración determinada "abusivo" relativo a su antigua asistente parlamentaria, y se le ordenó pagarle 5.300 euros.
En 2006, considera irrisorio el número de inmigrantes ilegales expulsados de la Guayana Francesa (7.500 de 50.000). En 2007, sobre el tema de la minorización de la Guayana étnica, declaró: "Estamos en un punto de inflexión en términos de identidad. Los guyaneses étnicos se han convertido en una minoría en su propia tierra. ».
El 12 de julio de 2006, se declaró candidata a la nominación del PRG para las elecciones presidenciales de 2007. El 22 de octubre, el PRG, reunido en el Congreso, retiró su candidatura, prefiriendo llegar a un acuerdo con el Partido Socialista sobre las elecciones presidenciales y parlamentarias. El 20 de enero de 2007, Christiane Taubira se incorporó al equipo de Ségolène Royal, donde fue nombrada "delegada para la expresión republicana". Posteriormente, durante la campaña legislativa de junio de 2007, declaró que el séquito de Nicolas Sarkozy se le había "acercado" "antes del final de las elecciones presidenciales" para que se uniera al gobierno, pero que "entonces había declinado la oferta ". Fue reelegida como diputada con el 63,41% de los votos el 17 de junio de 2007 para la 13.ª legislatura, en la Primera circunscripción de Guyana. Ella está relacionada con el grupo Socialista, Radical, Ciudadano y de Izquierda Varias.
En abril de 2008, el presidente de la República, Nicolas Sarkozy, le encomendó una misión sobre los acuerdos de asociación económica entre la Unión Europea y los países ACP (países africanos, de los Caribes, del pacífico). En su informe, presentado dos meses después, se criticó mucho este arreglo y se formularon recomendaciones que se consideraron audaces y que no fueron bien recibidas por el Elíseo, ya que el presidente o no hizo ningún comentario.
Christiane Taubira es una candidata que encabeza una lista de candidatos de izquierda en las elecciones regionales de 2010 en la Guyana Francesa. Llegó primera entre las cuatro listas de izquierda y lideró una lista de sindicatos de izquierda en la segunda ronda. El 21 de marzo de 2010, con el 43,9% de los votos, fue derrotada por el alcalde de Cayena, apoyado por la UMP (partido de derecha) , Rodolphe Alexandre (56,1%). Ahora es miembro de la oposición.
El 14 de diciembre de 2010, anunció su apoyo a Arnaud Montebourg en las elecciones de 2011 del Partido Socialista para las elecciones presidenciales de 2012.

### "Guardián de los sellos": ministro de Justicia (2012-2016)
Tras la victoria de François Hollande en las elecciones presidenciales, fue nombrada por primera vez en el gobierno el 16 de mayo de 2012 al convertirse en Guardiana de los Sellos, Ministra de Justicia en el gobierno de Ayrault (30 miembros de 35 son del Partido Socialista). Desde su nombramiento, fue objeto de críticas por parte de la UMP y el FN (partido de ultraderecha), que, en particular tras la fuga de un detenido durante un acontecimiento deportivo en el que se enfrentó a detenidos y guardias a los que asistía, la acusaron de laxitud.
Tras el anuncio del nuevo primer ministro de que todo ministro de su gobierno que se presente a las elecciones legislativas y sea derrotado debería dimitir, los medios de comunicación anunciaron que Christiane Taubira renunciaba a la idea de presentarse a un nuevo mandato parlamentario.
Las primeras medidas que desea aplicar son una nueva ley contra el acoso sexual y la abolición de los tribunales penales de menores para garantizar la especificidad de la justicia de menores. El anuncio de esta abolición, previsto en el programa del candidato holandés, es calificado de laxo por la UMP, pero es acogido con beneplácito por los representantes de la USM, la unión sindical del poder judicial.
En el primer trimestre de 2013, muchos ministros decidieron de despedir, la ministra se vio obligada a reorganizar su gabinete; contrató así a la esposa de un pariente cercano de François Hollande, Bernard Rullier, consejero encargado de los asuntos parlamentarios en el Palacio del Elíseo. Su presunta compañera también era supuestamente miembro de su gabinete, pero esta información fue negada enérgicamente por los interesados.
Como Guardián de los Sellos, llevó el proyecto de ley que abría el matrimonio a las parejas del mismo sexo, que describió como una "reforma de la civilización". Durante los debates en el Parlamento, en los que estuvo particularmente presente, sus numerosos discursos y su habilidad le valieron el respeto, más que la aprobación, de la oposición, lo que la convirtió en un objetivo primordial cuando entró en el gobierno, haciendo de este debate un "momento" especial de su carrera política. El proyecto de ley que abre el matrimonio a las parejas del mismo sexo fue aprobado por la Asamblea Nacional en segunda lectura por 331 votos a favor, 225 en contra y 10 abstenciones.
En el verano de 2013, pone en marcha un proyecto de reforma penal, que incluye la creación de la "coacción penal". Aunque el ministro de Justicia considera que esto es el fin del sistema "todo-cerebro", algunas de sus posiciones han dado lugar a diferencias con el ministro del Interior Manuel Valls y a un "juicio laxo" iniciado por la derecha. La ley se promulga el 15 de agosto de 2014.
Un año más tarde, su ley de adaptación del procedimiento penal al derecho de la Unión Europea fue censurada en 27 de los 39 artículos por el Consejo Constitucional el 13 de agosto de 2015, incluidas las medidas de lucha contra la pedofilia y la financiación de la ayuda a las víctimas, que se consideraban jinetes legislativos.
En las elecciones territoriales de 2015 en Guyana francesa, ocupa el 11.º lugar en la lista Walwari (sección de Cayena), que recibió sólo el 7,10% de los votos en la primera vuelta. Pierde entonces su mandato como consejera regional y, por tanto, cualquier mandato electivo.
Fue objeto de una controversia en diciembre de 2015 por haber anunciado en una emisora de radio argelina, Alger Chaîne 3, que el Gobierno francés renunciaba a la prórroga de la privación de la nacionalidad para los binacionales convencidos de terrorismo, mientras que el Consejo de Ministros del día siguiente mantuvo esta propuesta en su proyecto de reforma constitucional.
El 27 de enero de 2016, el Palacio del Elíseo anunció la renuncia de Christiane Taubira. Fue reemplazada por Jean-Jacques Urvoas, diputado de Finistère y presidente de la comisión de derecho de la Asamblea Nacional. En Twitter, explicó el mismo día: "A veces resistirse es quedarse, a veces resistirse es irse. Por lealtad a uno mismo, a nosotros. Para la última palabra sobre la ética y el derecho". El anuncio de su dimisión es lamentado en particular por el ala izquierda de la mayoría, mientras que la oposición de derecha lo acoge con satisfacción y espera el fin de una política criminal que considera "laxa ". Algunos actores de la esfera judicial, incluidos algunos directores de prisiones, refutan esta acusación, mientras que la mayoría de los sindicatos de la policía se declaran aliviados, considerando que Christiane Taubira encarnaba una "cultura de la excusa" que, a su juicio, puede reforzar la impunidad de los delincuentes y debilitar la labor de las fuerzas de policía. Su sucesor en el Ministerio de Justicia, Jean-Jacques Urvoas, habla de un sistema de justicia "desastroso".
Si bien se estima que el hacinamiento en las cárceles es de unos 11.000 reclusos en el momento de su salida, Le Figaro señala que "Christiane Taubira sólo habrá iniciado durante su mandato la ampliación o creación de establecimientos en Majicavo (Mayotte), Ducos (Martinica) o Polinesia", es decir, 700 nuevas plazas.

### Trabajo a partir de 2016
En febrero de 2016, Laure Adler afirma que Robert Zarader, un comunicador que trabaja con François Hollande, le dijo que el presidente le había propuesto a Christiane Taubira ser Ministra de Cultura.
Después de permanecer neutral durante las primarias ciudadanas, dio su apoyo a Benoît Hamon durante su convención de investidura el 5 de febrero de 2017 en la Maison de la Mutualité. En la segunda vuelta de las elecciones presidenciales, pidió un voto para Emmanuel Macron.
Siendo una figura popular de la izquierda y lamentando también la inacción de los gobiernos europeos a la hora de acoger a los migrantes con dignidad, es cortejada por varios grupos con vistas a las elecciones europeas de 2019 (PS, ELV, Génération.s), pero dice que en 2018 sólo quiere participar si el enfoque es unificador: "una izquierda fragmentada en la que cada uno avanza en su propio corredor y no es consciente del desastre". Un acercamiento sería mínimo, pero no será suficiente. »
El 10 de junio de 2018, es presidenta del jurado del Premio Gisèle-Halimi 2018, segunda sesión del concurso de elocuencia de la Fundación de la Mujer celebrado en París en la Maison de la Radio (traducido “Casa de la radio”): el jurado está compuesto por Marie-Aimée Peyron, Julie Gayet, Anna Mouglalis, Valence Borgia, Chloé Ponce-Voiron y Guillaume Erner. El concurso es una oportunidad para dar una plataforma a los temas poco hablados que conciernen a las mujeres, como el uso abusivo de la episiotomía. Entre los ocho candidatos, Christiane Taubira otorgó el premio del jurado a la actriz Typhaine D, por su discurso sobre los feminicidios y su trabajo sobre la lengua francesa [fuente insuficiente], el premio Coup de coeur ( a Ynaée Benaben, cofundadora de la asociación En avant toute(s), por ser la más aplaudida por su actuación sobre las desigualdades salariales entre mujeres y hombres [fuente insuficiente], luego improvisa un tercer premio de estímulo para Shérazade Bengaga [fuente insuficiente], la chica más joven del concurso [fuente insuficiente]. El concurso, grabado y retransmitido el 1 de julio por France Culture, está animado por la presencia de los artistas Kee Youn, Yaël Naïm, Chilla y Jul. El 19 de diciembre de 2018, más de 70 celebridades se movilizaron al llamado de la asociación Urgence Homophobie (traducido Emergencia homofobia). Taubira fue una de ellas y apareció en el videoclip de la canción «De l'amour».
En 2022 presentó su candidatura para las elecciones presidenciales de Francia.
Es miembro honorario del Consejo de Administración de la Fundación Danielle-Mitterrand - France Libertés, cuyo objetivo es defender los derechos humanos y de los animales, y construir un sociedad más solidaria.

## Obras publicadas
- L'Esclavage raconté à ma fille (en francés).
- Mes météores: Combats politiques au long cours. Editions Flammarion. 2012. ISBN 9782081283916.

## Galería de fotos

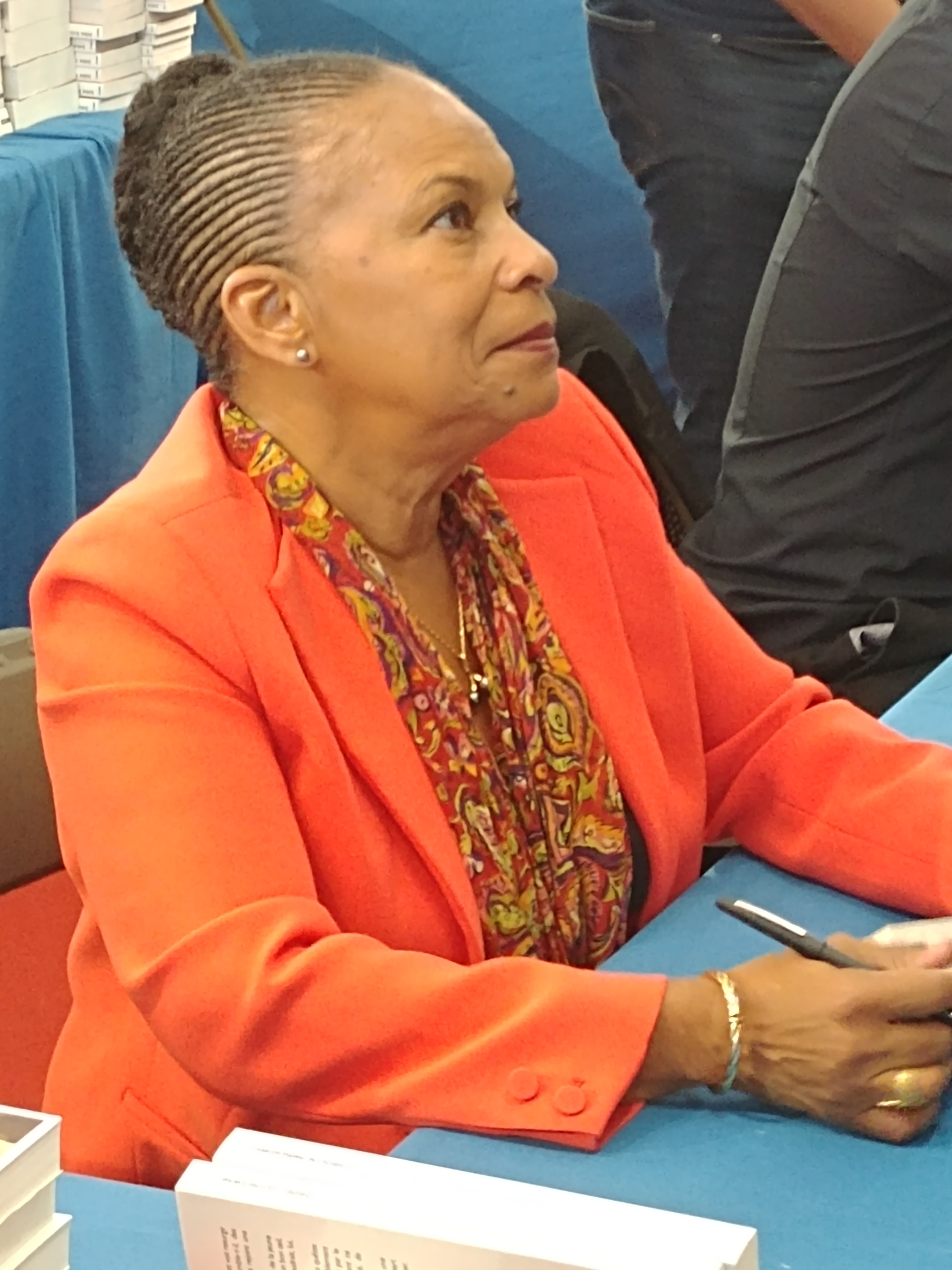
Firma de Christianne Taubira
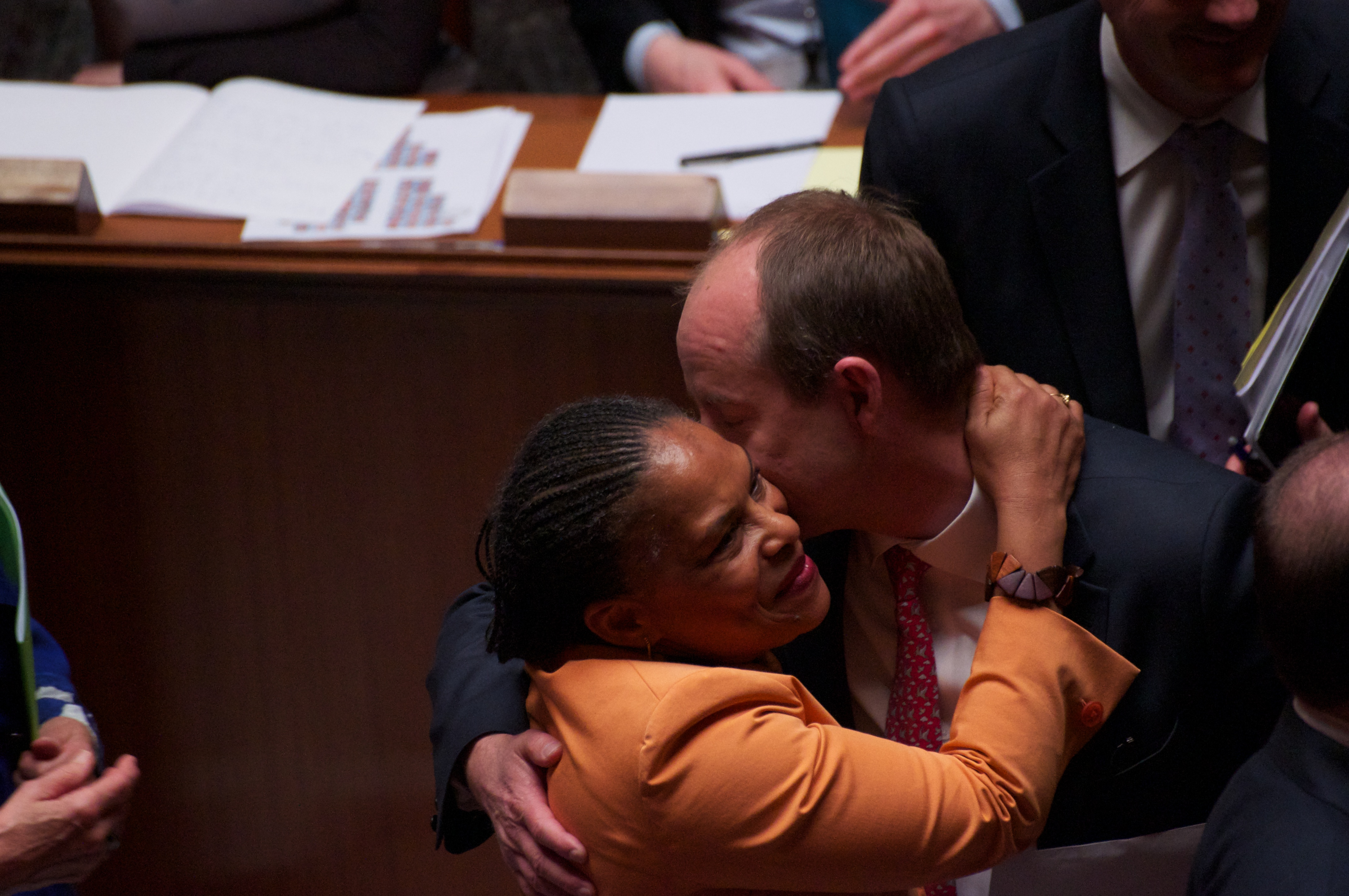
Taubira durante la sesión de voto del "Matrimonio para todos" (conocida como Ley Taubira).